# Alvis 12/70
La Alvis 12/70 è stata un'autovettura prodotta dalla casa automobilistica britannica Alvis dal 1937 al 1940. Sostituì la Alvis Firebird. 

## Descrizione

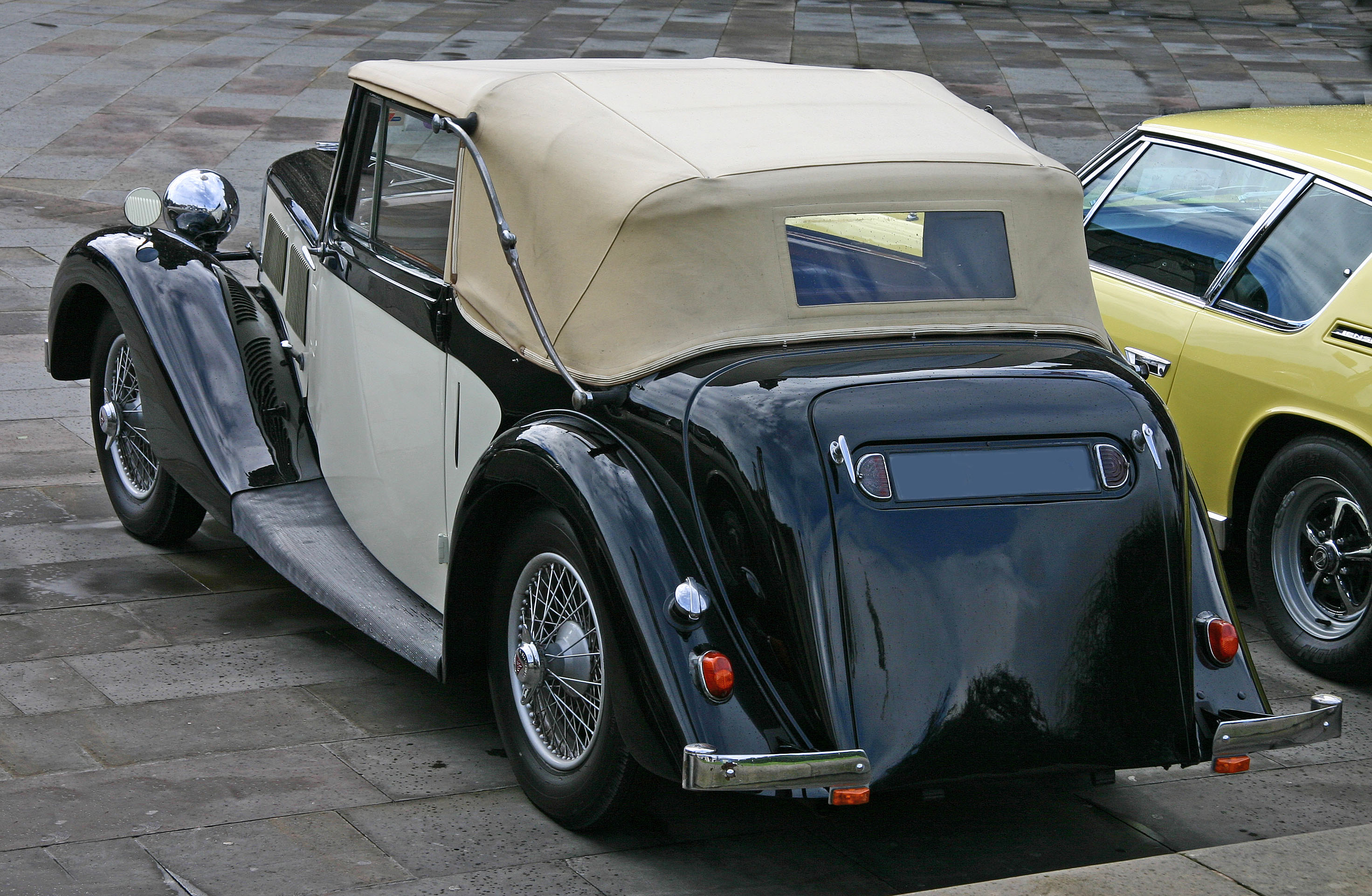
Una Alvis 12/70 cabriolet del 1938

Il modello montava un motore in linea a quattro cilindri e con distribuzione a valvole in testa. Il motore aveva una cilindrata di 1.842 cm³ e produceva 62,5 CV (46 kW) di potenza. Il telaio era separato. 
Le carrozzerie disponibili per il modello erano berlina quattro porte, cabriolet due porte, roadster due porte e turismo quattro porte, tutte fabbricate dalla Mulliners di Birmingham e dalla Cross & Ellis di Coventry. La carrozzeria turismo non ebbe il successo sperato, dato che a quel tempo era in gran parte considerata obsoleta. Dopo il fallimento della Cross & Ellis, il ruolo di fornitore di carrozzerie per la Alvis venne preso nel 1938 dalla Whittingham & Mitchel di Londra.
L'avantreno e il retrotreno ad assali rigidi erano sostenuti da sospensioni a molle a balestra semiellittica. La velocità massima raggiunta dalla 12/70 era di circa 127 km/h. La 12/70 aveva un telaio più corto rispetto ai modelli predecessori. In combinazione con un motore più potente, ciò rendeva la 12/70 un modello sportivo. Il 12/70 continuò quindi la tradizione sportiva dei modelli Alvis a quattro cilindri, che si era interrotta nel 1933 con la Alvis 12/60.